# أبو الحسين الطيوري
أبو الحسين المبارك بن عبد الجبار بن أحمد بن القاسم بن أحمد بن عبد الله البغدادي، الصيرفي، ابن الطيوري. (411 هـ - 500 هـ)، محدث من القرن الخامس الهجري من أهل بغداد.

## سيرته
ولد: سنة إحدى عشرة وأربع مائة. ارتحل، فسمع بالبصرة أبا علي الشاموخي، وغيره، وجمع وخرج، وسمع ما لا يوصف كثرة. كتب عنه: مسعود السجزي، والحميدي، وجعفر بن الحكاك، وأكثروا عنه. وروى مسند أحمد عن ابن المذهب. وكان عنده نحو ألف جزء بخط الدارقطني، وعنده أربعة وثمانين مصنفًا لابن أبي الدنيا. وانتقى السلفي عدة أجزاء من الفوائد والنوادر على ابن الطيوري. مات في نصف ذي القعدة، سنة خمس مائة، عن تسعين سنة.

## روايته للحديث
- سمع: أبا القاسم الحرفي، وأبا علي بن شاذان، ثم أبا الفرج الطناجيري، وأبا محمد الخلال، وابن غيلان، وأبا الحسن العتيقي، ومحمد بن علي الصوري، وعلي بن أحمد الفالي، وأبا طالب العشاري، وأبا علي الهاشمي.[3]
- حدث عنه: إسماعيل بن محمد التيمي، وابن ناصر، وعبد الخالق اليوسفي، وأبو طاهر محمد بن أبي بكر السنجي، وأبو بكر بن السمعاني، وأبو المعالي الحلواني المروزي، وأبو طاهر السلفي، وأبو بكر بن النقور، وعبد الحق بن يوسف، وخطيب الموصل، وأبو السعادات القزاز، وأحمد بن علي العلوي النقيب، وبشر كثير.[3]

- منزلته عند أهل الحديث:
  - قال أبو سعد السمعاني: كان محدثا مكثرا صالحا، أمينا صدوقا، صحيح الأصول، صينا ورعا وقورا، حسن السمت، كثير الخير، كتب الكثير، وسمع الناس بإفادته، ومتعه الله بما سمع حتى انتشرت عنه الرواية، وصار أعلى البغداديين سماعًا.
  - وقال أبو علي بن سكرة الصدفي: هو الشيخ الصالح الثقة أبو الحسين، كان ثبتا فهما، عفيفا متقنا، صحب الحفاظ ودرب معهم.
  - وقال ابن ناصر في إملائه: حدثنا الثقة الثبت الصدوق أبو الحسين.
  - وقال السلفي: هو محدث مفيد ورع كبير، لم يشتغل قط بغير الحديث، وحصل ما لم يحصله أحد من كتب التفاسير والقراءات واللغة، والمسانيد والتواريخ والعلل والأدبيات والشعر، كلها مسموعة، رافق الصوري، واستفاد منه، والنخشبي، وظاهرًا النيسابوري.[3]